# 키엘체현

키엘체현의 문장

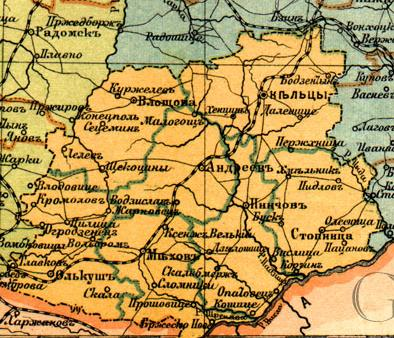
키엘체현의 지도

키엘체현(폴란드어: Gubernia kielecka, 러시아어: Келецкая губерния)은 1867년부터 1917년까지 존재했던 러시아 제국의 폴란드 입헌왕국의 현으로 현도는 키엘체이며 면적은 10,092.6km2, 인구는 761,995명(1897년 당시 기준)이다. 1842년 크라쿠프현이 폐지되면서 신설되었다. 1844년 산도미에시현과 함께 라돔현에 합병되면서 폐지되었으며 1867년에 라돔현에서 분리되어 다시 신설되었다.